# Erlend Loe
Erlend Loe (Trondheim, Noruega, 24 de mayo de 1969) es un novelista, traductor y guionista de cine noruego.
En sus obras, acude a recursos como la ironía, la exageración y el humor. Los protagonistas de sus libros son personas excéntricas, desviadas del buen camino y con sus propias visiones de la vida. Las ilustraciones de sus libros infantiles han corrido a cargo de Kim Hiorthøy.
Pasó por la escuela de cine Den Danske Filmskole de Copenhague, así como por la Kunstakademiet de Trondheim. Se estrenó como novelista con la novela Tatt av Kvinnen (1993) y un año después publicó su libro infantil Fisken, sobre un camionero llamado Kurt. 
Tiene un estilo literario muy propio, al que se le conoce como naiv (ingenuo), y que comenzó a definirse a partir de su novela Naiv. Super. (1996), su libro más famoso y que ha sido traducido a 19 idiomas. En varios países es considerado como un «libro de culto» de la generación de la década de 1990.
Vive y trabaja en Oslo, donde en 1998 creó, junto a otros, la agencia de guionistas Screenwriters Oslo.

### Novelas
- Tatt av kvinnen (1993)
- Naiv. Super (1996)
- L (1999)
- Fakta om Finland (2001)
- Doppler (2004)
- Volvo lastvagnar (2005)
- Organisten (2006)

### Otras obras
- Fisken (1994), libro infantil
- Maria & José (1994), libro infantil ilustrado
- Kurt blir grusom (1995), libro infantil
- Den store røde hunden (1996), libro infantil
- Kurt quo vadis? (1998), libro infantil
- Detektor (2000), guion
- Jotunheimen, bill.mrk. 2469 (2001), textos para las fótos de Bård Løken
- Kurt koker hodet (2003), obra dramática, también adaptada a libro infantil
- Pingvinhjelpen (2006), obra dramática
- Organisten (2006), con Petter Amundsen, obra, no ficción